# Ястребцов, Иван Иванович
Иван Иванович Ястребцов (1776—1839) — действительный член Российской Академии, педагог и переводчик.

## Биография
Родился в 1776 году.
С 1787 года учился в Московской духовной академии, по окончании которой в 1798 году он был назначен в этой академии учителем французского языка. В 1805 году перешёл на службу в канцелярию Синода.
В 1816 году поступил в Московский университет, который окончил докторантом в 1820 году. Его диссертация — «De functionibus systematis nerveі» (М., 1825).
Был правителем дел Комиссии духовных училищ. В 1818 году по предложению президента Российской Академии А. С. Шишкова он был избран в действительные члены Академии; в особой записке Шишков написал, что надворный советник Ястребцов, окончивший курс наук в Московской академии, упражнялся несколько времени в преподавании наставлений в российском красноречии, что кроме многих переведённых и изданных им книг, как «Оракул новых философов», «Критический разбор Вольтеровых сочинений», «Переписка Фридриха II, короля прусского, с Вольтером», «Барон Флеминг, или Страсть к титулам» и проч., он перевёл с французского языка весьма полезную книгу: «Избранные слова Массильона, епископа Клермонского, говоренные в присутствии Людовиков XIV и XV, королей французских», за которую удостоился монаршего благоволения и награды, состоявшей в напечатании перевода его на счёт Кабинета и в пожаловании ему чина коллежского асессора. Этот перевод, по признанию Шишкова, «показал в нем человека, в красноречии сведущего и в языке своем искусного и опытного».
Ему также принадлежит перевод сочинения Таулера: «Благоговейные размышления о жизни и страданиях Иисуса Христа» (1823) и следующие печатные труды: «Отрывки из введения в географию и историю геологических обозрений земного шара» («Московский телеграф», 1829. — XV, 267; 1831. — X, 153); «О неделимых и органах их» («Московский телеграф», 1830. — XV, 281); «Об органах души» (М., 1832); «О системе наук, приличной детскому возрасту» («Московский телеграф», 1832. — XII, 407—462; разбор Н. П., «Московский телеграф», 1832. — XVII, 65; Демидовская половинная премия выдана в 1833 году); «О признаке совершенства в изящных искусствах, замечание на мнение С. П. Шевырева» («Московский телеграф», 1833. — XIX, 334); «Об умственном воспитании детского возраста» (М., 1831) и «Исповедь» (1841).
В 1820—1821 годах был цензором с чином коллежский советник.
Скончался в 1839 году.